# Джинна, Марьям
Марьям Джинна (в девичестве Раттанбай Петит) (20 февраля 1900 — 20 февраля 1929) — активист индийского национально-освободительного движения, вторая жена первого генерал-губернатора Пакистана Мухаммада Али Джинны.

## Биография
Раттанбай родилась в Бомбее, она была единственной дочерью сэра Диншоу Петита. Её дедом был Диншоу Манекджи Петит, основатель первой хлопчатобумажной фабрики в Индии. Семья Петитов была типичным представителем текстильных магнатов Индии и одной из богатейших семей парсов Бомбея.
С Мухаммадом она познакомилась летом 1916 года в городе Дарджилинг, куда Джинна прибыл по приглашению сэра Петита. 19 апреля 1918 года они поженились в Бомбее. Поскольку Раттанбай была из последователей зороастризма, то перед свадьбой она приняла религию мужа — ислам. Перед свадьбой она изменила своё имя на исламское Марьям, а после бракосочетания взяла фамилию Джинна. 15 апреля 1919 года Марьям родила дочь Дину в Лондоне, она стала единственным ребёнком Мухаммада Али Джинны.
К середине 1922 года отношения Марьям и Мухаммада начали портиться из-за того, что он всё своё время посвящал политике и борьбе за создание мусульманского государства, а семье почти не уделял внимание. В сентябре 1922 года Марьям вместе с дочерью уехала в Лондон. После возвращения в Индию Марьям пыталась увидеться с мужем, но он был слишком занят предвыборной кампанией в Бомбее. В 1925 году Джинна отправился в пятимесячное турне по Европе и Северной Америке, Марьям отправилась вместе с ним. К 1927 году их пара практически распалась и они стали жить раздельно.
После переезда в Бомбей Марьям серьёзно заболела. Она умерла в свой день рождения 20 февраля 1929 года. 22 февраля 1929 года Марьям была похоронена по мусульманским обычаям на кладбище Ашари в Бомбее.